# Pobřežní koridor
Pobřežní koridor (čínsky v českém přepisu jen-chaj tchung-tao, pchin-jinem yánhǎi tōngdào, znaky zjednodušené 沿海通道) je vysokorychlostní železniční koridor v Číně, jeden z osmi severojižních koridorů budovaných v rámci čínské sítě „osmi vertikálních a osmi horizontálních“ vysokorychlostních železničních koridorů.

## Trasa
| Úsek koridoru (& název trati, je-li odlišný od názvu úseku)                                                                                         | Úsek koridoru (& název trati, je-li odlišný od názvu úseku)                                                                                         | Max. rych. km/h | Délka úseku km | Stav | Zahájení výstavby Uvedení do provozu |
| Sekce Ta-lien (Tan-tung) – Čchin-chuang-tao – Tchien-ťin – Tung-jing – Wej-fang – Čching-tao (Jen-tchaj) – Lian-jün-kuang – Jen-čcheng – Nan-tchung | Sekce Ta-lien (Tan-tung) – Čchin-chuang-tao – Tchien-ťin – Tung-jing – Wej-fang – Čching-tao (Jen-tchaj) – Lian-jün-kuang – Jen-čcheng – Nan-tchung | Sekce Ta-lien (Tan-tung) – Čchin-chuang-tao – Tchien-ťin – Tung-jing – Wej-fang – Čching-tao (Jen-tchaj) – Lian-jün-kuang – Jen-čcheng – Nan-tchung | Sekce Ta-lien (Tan-tung) – Čchin-chuang-tao – Tchien-ťin – Tung-jing – Wej-fang – Čching-tao (Jen-tchaj) – Lian-jün-kuang – Jen-čcheng – Nan-tchung | Sekce Ta-lien (Tan-tung) – Čchin-chuang-tao – Tchien-ťin – Tung-jing – Wej-fang – Čching-tao (Jen-tchaj) – Lian-jün-kuang – Jen-čcheng – Nan-tchung | Sekce Ta-lien (Tan-tung) – Čchin-chuang-tao – Tchien-ťin – Tung-jing – Wej-fang – Čching-tao (Jen-tchaj) – Lian-jün-kuang – Jen-čcheng – Nan-tchung |
| --- | --- | --- | --- | --- | --- |
| Tan-tung – Ta-lien | Tan-tung – Ta-lien | 200 | 293 | V provozu | 17. března 2010 17. prosince 2015 |
| Ta-lien – Šen-jang Vysokorychlostní trať Charbin – Ta-lien                                                                                          | Ta-lien – Šen-jang Vysokorychlostní trať Charbin – Ta-lien                                                                                          | 350 | 383 | V provozu | 23. srpna 2007 1. prosince 2012 |
| Šen-jang – Čchin-chuang-tao Vysokorychlostní trať Čchin-chuang-tao – Šen-jang                                                                       | Šen-jang – Čchin-chuang-tao Vysokorychlostní trať Čchin-chuang-tao – Šen-jang                                                                       | 250 | 393 | V provozu | 16. srpna 1999 12. října 2003 |
| Čchin-chuang-tao – Tchien-ťin Vysokorychlostní trať Tchien-ťin – Čchin-chuang-tao                                                                   | Čchin-chuang-tao – Tchien-ťin Vysokorychlostní trať Tchien-ťin – Čchin-chuang-tao                                                                   | 350 | 223 | V provozu | 8. listopadu 2008 1. prosince 2013 |
| Tchien-ťin – Wej-fang – Jen-tchaj | Pin-chaj – Wej-fang | 350 | 354 | Ve výstavbě | 31. října 2022 Plánováno 2026 |
| Tchien-ťin – Wej-fang – Jen-tchaj | Wej-fang – Jen-tchaj | 350 | 236 | Ve výstavbě | 31. října 2020 Plánováno 2024 |
| Wej-fang – Čching-tao Vysokorychlostní trať Ťi-nan – Čchin-chuang-tao                                                                               | Wej-fang – Čching-tao Vysokorychlostní trať Ťi-nan – Čchin-chuang-tao                                                                               | 350 | 117 | V provozu | 11. srpna 2015 26. prosince 2018 |
| Jen-tchaj – Čching-tao Vysokorychlostní trať Čching-tao – Žung-čcheng                                                                               | Jen-tchaj – Čching-tao Vysokorychlostní trať Čching-tao – Žung-čcheng                                                                               | 250 | 186 | V provozu | 10. října 2010 16. listopadu 2016 |
| Čching-tao – Lien-jün-kang – Jen-čcheng Železniční trať Čching-tao – Jen-čcheng                                                                     | Čching-tao – Lien-jün-kang – Jen-čcheng Železniční trať Čching-tao – Jen-čcheng                                                                     | 200 | 429 | V provozu | 26. prosince 2010 26. prosince 2018 |
| Jen-čcheng – Nan-tchung | Jen-čcheng – Nan-tchung | 350 | 156 | V provozu | 16. ledna 2018 29. prosince 2020 |
| Sekce Nan-tchung – Šanghaj – Ning-po – Fu-čou – Sia-men – Šen-čen – Čan-ťiang (původní koridor)                                                     | | | | | |
| Nan-tchung – An-tching (Šanghaj) Železniční trať Šanghaj – Su-čou – Nan-tchung                                                                      | Nan-tchung – An-tching (Šanghaj) Železniční trať Šanghaj – Su-čou – Nan-tchung                                                                      | 200 | 123 | V provozu | 1. března 2014 1. července 2020 |
| Šanghaj – Chang-čou | Šanghaj – Chang-čou | 350 | 159 | V provozu | 26. února 2009 26. října 2010 |
| Chang-čou – Fu-čou – Šen-čen | Chang-čou – Ning-po | 350 | 152 | V provozu | 19. března 2009 1. července 2013 |
| Chang-čou – Fu-čou – Šen-čen | Ning-po – Tchaj-čou – Wen-čou | 250 | 279 | V provozu | 29. října 2005 28. září 2009 |
| Chang-čou – Fu-čou – Šen-čen | Wen-čou – Fu-čou | 250 | 298 | V provozu | 26. srpna 2005 28. září 2009 |
| Chang-čou – Fu-čou – Šen-čen | Fu-čou – Sia-men | 250 | 226 | V provozu | 30. září 2005 26. dubna 2010 |
| Chang-čou – Fu-čou – Šen-čen | Sia-men – Šen-čen | 250 | 514 | V provozu | 23. listopadu 2007 28. prosince 2013 |
| Šen-čen – Čan-ťiang | Šen-čen / Si-li – Mao-ming | 250 | 116 | Ve výstavbě | 2. července 2020 Plánováno 2028 |
| Šen-čen – Čan-ťiang | Ťiang-men – Mao-ming | 250 | 268 | V provozu | 28. června 2014 1. července 2018 |
| Šen-čen – Čan-ťiang | Mao-ming – Čan-ťiang | 200 | 103 | V provozu | 21. března 2009 28. prosince 2013 |
| Sekce Nan-tchung – Ning-po – Fu-čou – Sia-men (Šen-čen) – Čan-ťiang (nový koridor)                                                                  | | | | | |
| Nan-tchung – Su-čou – Ťia-sing – Ning-po | Nan-tchung – Su-čou – Ťia-sing – Ning-po | 350 | 310 | Ve výstavbě | 30. listopadu 2022 Plánováno 2027 |
| Druhá trať Ning-po – Kanton | Ning-po – Tchaj-čou – Wen-čou | 350 | 307 | Plánování | Plánování |
| Druhá trať Ning-po – Kanton | Wen-čou – Fu-čou | 350 | 284 | Plánování | Plánování |
| Druhá trať Ning-po – Kanton | Fu-čou – Sia-men – Čang-čou | 350 | 277 | V provozu | 15. ledna 2017 28. září 2023 |
| Druhá trať Ning-po – Kanton | Čang-čou – Šan-tchou | 350 | 176 | Ve výstavbě | 4. únra 2024 Plánováno 2028 |
| Druhá trať Ning-po – Kanton | Šan-tchou – Šan-wej | 350 | 162 | V provozu | 26. prosince 2018 26. prosince 2023 |
| Druhá trať Ning-po – Kanton | Šan-wej – Kanton Vysokorychlostní trať Kanton – Šan-wej                                                                                             | 350 | 241 | V provozu | 5. července 2017 26. prosince 2023 |
| Kanton – Čan-ťiang | Kanton – Čan-ťiang | 350 | 400 | Ve výstavbě | 30. září 2019 Plánováno 2024 |
| Šen-čan – Si-li Vysokorychlostní trať Šen-čen – Šan-wej                                                                                             | Šen-čan – Si-li Vysokorychlostní trať Šen-čen – Šan-wej                                                                                             | 350 | 125 | Ve výstavbě | 4. ledna 2021 Plánováno 2025 |
| Sekce Čan-ťiang – Pej-chaj – Fang-čcheng-kang – Tung-sing                                                                                           | | | | | |
| Čan-ťiang – Che-pchu Vysokorychlostní trať Che-pchu – Čan-ťiang                                                                                     | Čan-ťiang – Che-pchu Vysokorychlostní trať Che-pchu – Čan-ťiang                                                                                     | 350 | 137 | Příprava | Plánováno 2024 Plánováno 2028 |
| Che-pchu – Čchin-čou Vysokorychlostní trať Čchin-čou – Pej-chaj                                                                                     | Che-pchu – Čchin-čou Vysokorychlostní trať Čchin-čou – Pej-chaj                                                                                     | 250 | 67 | V provozu | 23. června 2009 30. prosince 2013 |
| Čchin-čou – Fang-čcheng-kang | Čchin-čou – Fang-čcheng-kang | 250 | 62 | V provozu | 1. dubna 2010 30. prosince 2013 |
| Fang-čcheng-kang – Tung-sing | Fang-čcheng-kang – Tung-sing | 200 | 47 | V provozu | 15. března 2019 27. prosince 2023 |